# Mikroregion Posázavský kruh
Mikroregion Posázavský kruh je dobrovolný svazek obcí podle zákona v okresu Kutná Hora, jeho sídlem je Zruč nad Sázavou a jeho cílem je celkový rozvoj mikroregionu a cestovního ruchu. Sdružuje celkem 8 obcí a byl založen v roce 2002.

## Obce sdružené v mikroregionu
- Kácov
- Chabeřice
- Řendějov
- Zruč nad Sázavou
- Horka II
- Vlastějovice
- Pertoltice
- Dolní Pohleď